# Fumitake Miura
Pour les articles homonymes, voir Miura (homonymie).
Fumitake Miura (三浦 文丈, Miura Fumitake) est un footballeur japonais né le 12 août 1970 à Shizuoka. Il était milieu de terrain.

## Palmarès
- Champion du Japon en 1995 avec les Yokohama Marinos et en 1999 avec le Júbilo Iwata
- Vainqueur de la Coupe de la Ligue japonaise en 2004 avec le FC Tokyo